# Lista odcinków serialu Hannibal
Poniżej znajduje się lista odcinków serialu telewizyjnego Hannibal – emitowanego przez amerykańską stację telewizyjną  NBC od 4 kwietnia 2013 roku do 29 sierpnia 2015 roku. Powstały 3 serii, które składają się z 39 odcinków. W Polsce był emitowany na AXN od 10 kwietnia 2013 roku do 18 września 2015 roku.
| Sezon | Sezon | Odcinki | Oryginalna emisja | Oryginalna emisja | Oryginalna emisja | Oryginalna emisja | Oryginalna emisja |
| Sezon | Sezon | Odcinki | Premiera sezonu   | Finał sezonu      | Premiera sezonu   | Finał sezonu      |                   |
| ----- | ----- | ------- | ----------------- | ----------------- | ----------------- | ----------------- | ----------------- |
|       | 1     | 13      | 4 kwietnia 2013   | 20 czerwca 2013   | 10 kwietnia 2013  | 3 lipca 2013      |                   |
|       | 2     | 13      | 28 lutego 2014    | 23 maja 2014      | 2 kwietnia 2014   | 25 czerwca 2014   |                   |
|       | 3     | 13      | 4 czerwca 2015    | 29 sierpnia 2015  | 5 czerwca 2015    | 18 września 2015  |                   |

## Sezon 1 (2013)
| № | #  | Tytuł        | Reżyseria         | Scenariusz                                     | Premiera (NBC)   | Premiera (AXN)   | Oglądalność (USA) |
| --- | -- | ------------ | ----------------- | ---------------------------------------------- | ---------------- | ---------------- | ----------------- |
| 1 | 1  | Apéritif     | David Slade       | Bryan Fuller                                   | 4 kwietnia 2013  | 10 kwietnia 2013 | 4,31              |
| Kiedy FBI przejmuje sprawę zniknięcia studentki, Jack Crawford (Laurence Fishburne) werbuje do konsultacji Willa Grahama (Hugh Dancy), utalentowanego kryminalnego profilera z wyjątkowym spojrzeniem na psychikę seryjnych morderców. Jack również szuka pomocy u dr Hannibala Lectera (Mads Mikkelsen), genialnego psychiatry, który, ku jego niewiedzy, to nie tylko jeden z najsłynniejszych seryjnych morderców wszech czasów, ale również kanibal. Po tym jak psychopata uderza, Will i Hannibal łączą siły, aby wytropić winowajcę. |    |              |                   |                                                |                  |                  |                   |
| 2 | 2  | Amuse-Bouche | David Slade       | Jim Danger Gray                                | 11 kwietnia 2013 | 17 kwietnia 2013 | 4,34              |
| Will Graham (Hugh Dancy), teraz oficjalny specjalny śledczy w FBI, pomaga Jackowi Crawfordowi (Laurence Fishburne) i jednostce BAU w poszukiwaniu mordercy, który swoje ofiary zakopuje żywcem, aby wyrosły na nich grzyby. W swoich sesjach terapeutycznych, Hannibal (Mads Mikkelsen) zaczyna zdobywać zaufanie Willa jak wiążą się poprzez odpowiedzialność za Abigail (gościnnie Kacey Rohl), a także pomaga Willowi otworzyć się na swoje prawdziwe uczucia w kwestii zabicia Hobbsa. Tymczasem Freddie Lounds (gościnnie Lara Jean Chorostecki) węszy wokół śledztwa BAU. |    |              |                   |                                                |                  |                  |                   |
| 3 | 3  | Potage       | David Slade       | David Fury, Chris Brancato, Bryan Fuller       | 18 kwietnia 2013 | 24 kwietnia 2013 | 3,5               |
| Jack (Laurence Fishburne) teoretyzuje, że Abigail (Kacey Rohl) mogła wspomagać swojego ojca, Garreta Jacoba Hobbsa (Vladimir Cubrt) w jego seryjnych morderstwach. Wbrew radom dr Alany Bloom (Caroline Dhavernas), ale na polecenie Hannibala (Mads Mikkelsen) zostaje eskortowana z powrotem do Minnesoty, odkrywa wiele brutalnej niechęci wobec niej i jej rodziny. Sprawy się pogarszają, kiedy naśladujący morderca zabija przyjaciela Abigail. Hannibal sugeruje, aby ukryć ciało w celu ochrony Abigail - ale tajemnica niesie za sobą koszty. |    |              |                   |                                                |                  |                  |                   |
| 4 | 4  | Œuf          | Peter Medak       | Jennifer Schuur                                | 30 kwietnia 2013 | 1 maja 2013      | brak              |
| Ciąg morderstw rodzin ma miejsce i Will (Hugh Dancy) ustala, że zostały przeprowadzone przez zaginione dzieci z każdej rodziny, które zostały porwane i poddane praniu mózgu, aby zabiły swoje stare rodziny dla ich złowrogiej "nowej rodziny". Przeciw zaleceniom Alany (Caroline Dhavernas), Hannibal (Mads Mikkelson) wypisuje Abigail (Kacey Rohl) ze szpitala dla pewnych przerażających praktyk psychiatrycznych, które ostatecznie ustalają jej lojalność wobec niego. |    |              |                   |                                                |                  |                  |                   |
| 5 | 5  | Coquilles    | Guillermo Navarro | Scott Nimerfro, Bryan Fuller                   | 25 kwietnia 2013 | 8 maja 2013      | 2,4               |
| Will Graham (Hugh Dancy) i zespół BAU śledzą seryjnego mordercę, którego krwawy rytuał obejmuje cięcie pleców ofiary i rozciąganie ich, aby wyglądały jak anielskie skrzydła. Powrót do pracy w terenie mocno wpływa na psychikę Willa, a Hannibal (Mads Miikkelsen) stara się wbić klin między Willem i Jackiem (Laurence Fishburne). Tymczasem żona Jacka Crawforda, Bella (Gina Torres) uwalnia się od niego i zaczyna widywać się z Hannibalem jako jej terapeutą, aby pogodzić się z faktem, że umiera. Beverly (Hettienne Park) próbuje połączyć się z Willem na bardziej osobistym poziomie. |    |              |                   |                                                |                  |                  |                   |
| 6 | 6  | Entrée       | Michael Rymer     | Kai Yu Wu, Bryan Fuller                        | 2 maja 2013      | 15 maja 2013     | 2,51              |
| Jack (Laurence Fishburne) i Alana (Caroline Dhavernas) kontaktują się z byłym kolegą, dr Chiltonem (Raul Esparza), który wierzy, że rozpruwacz z Chesapeake jest w areszcie, ale potem jeden z jego pacjentów popełnia morderstwo, które pasuje do profilu rozpruwacza. Zespół określa rozpruwacza jako byłego chirurga, który nadal jest na wolności, kiedy dawny protegowana Jacka Miriam (Anna Chlumsky) staje się kolejną ofiarą. Jack radzi sobie z jej stratą i perspektywą utraty żony przez otwarcie się na Hannibala (Mads Mikkelsen). |    |              |                   |                                                |                  |                  |                   |
| 7 | 7  | Sorbet       | James Foley       | Jesse Alexander, Bryan Fuller                  | 9 maja 2013      | 22 maja 2013     | 2,66              |
| Kiedy zespół BAU prowadzi śledztwo w sprawie morderstwa z usuwaniem organów, Jack (Laurence FIshburne) wierzy, że rozpruwacz z Chesapeake mógł powrócić, ale Will (Hugh Dancy) jest przekonany, że ofiary morderstwa są wynikiem nielegalnego wyciągnięcia ich w celu ponownego użycia. Tymczasem Will cierpi na koszmary, w których jest ojciec Abigail, a Hannibal (Mads Mikkelsen) powoli zaczyna uwodzić Alanę Bloom (Caroline Dhavernas) oraz zaczyna odwiedzać swoją własną terapeutkę, dr Bedelię Du Maurier (Gillian Anderson). |    |              |                   |                                                |                  |                  |                   |
| 8 | 8  | Fromage      | Tim Hunter        | Jennifer Schuur, Bryan Fuller                  | 16 maja 2013     | 30 maja 2013     | 3,52              |
| Zespół BAU prowadzi dochodzenie w sprawie morderstwa, w którym zabójca wykorzystuje struny głosowe ofiary, aby grać na nich dosłownie jak na wiolonczeli. Tymczasem Hannibal (Mads Mikkelsen) odkrywa, że morderca, Tobias (Demore Barnes) zamordował ofiarę jako próbę otrzymania uwagi Hannibala, ale potem dokonuje próby zajęcia życia Lectera. Will (Hugh Dancy) jest doprowadzany do szaleństwa przez dziwne szumy w jego głowie i zwraca się do Alany, w romantyczny sposób, szukając spokoju i stabilności. Hannibal opisuje swoją relację z Willem, swojej własnej terapeutce, dr Bedilii Du Maurier (Gillian Anderson). |    |              |                   |                                                |                  |                  |                   |
| 9 | 9  | Trou Normand | Guillermo Navarro | Steve Lightfoot                                | 23 maja 2013     | 5 czerwca 2013   | 2,74              |
| Zespół BAU poluje na seryjnego mordercę, który wykopuje swoje ofiary tworząc totem z ich ciał jako makabryczne trofeum. Kiedy ciało Nicka Boyle'a (Mark Rendall) zostaje znalezione, Jack (Laurence Fishburne) i Alana (Caroline Dhavernas) przepytują Abigail (Kacey Rohl) o jego śmierć. Wskrzeszenie ciała Nicka rzuca światło Willowi (Hugh Dancy) na pewne sekrety Abigail, a Hannibal (Mads Mikkelsen) przekonuje Wukka, aby zachował niektóre dla siebie. Próbując upominać się o niezależność Abigail zgadza się napisać książkę z Freddy Lounds (Lara Jean Chorostecki) i w tym procesie ujawnia swój największy sekret Hannibalowi. |    |              |                   |                                                |                  |                  |                   |
| 10 | 10 | Buffet Froid | John Dahl         | Andy Black, Chris Brancato, Bryan Fuller       | 30 maja 2013     | 12 czerwca 2013  | 2,39              |
| Zespół BAU prowadzi dochodzenie w sprawie morderstw, w których twarze dwóch ofiar są podobnie uszkodzone; mają "Glasgow Smile". Po raz pierwszy Will (Hugh Dancy) zanieczyszcza miejsce zbrodni myśląc, że on popełnił pierwsze morderstwo, a rezonans magnetyczny wskazuje, że cierpli na zaawansowane zapalenie mózgu. Ale Hannibal (Mads Mikkelsen) zastrasza lekarza prowadzącego, dr Sutcliffe'a (John Benjamin Hickey), mówiąc mu, że z Willem jest w porządku. Tymczasem zespół wątpi w Willa, kiedy ponownie odwiedza miejsce zbrodni sam, że widział tajemniczą "wyglądającą na martwą" kobietę (Ellen Muth), która może być zamieszana w sprawę. Ze swoimi obawami karmionymi przez Hannibala, Will powraca do dr Sutcliffe'a, aby zrobić więcej badań, kiedy okazuje się, że lekarz został zamordowany. |    |              |                   |                                                |                  |                  |                   |
| 11 | 11 | Rôti         | Guillermo Navarro | Steve Lightfoot, Bryan Fuller & Scott Nimerfro | 6 czerwca 2013   | 19 czerwca 2013  | 2.36              |
| Kiedy dr Gideon (Eddie Izzard) ucieka z policyjnego aresztu, próbuje zabić psychiatrów, którzy go profilowali. Will (Hugh Dancy) i zespół BAU starają się go wytropić śledząc blog Freddie Lounds (Lara Jean Chorostecki), zanim Gideon dopadnie Alanę (Caroline Dhavernas). Hannibal (Mads Mikkelsen) wprowadza w błąd zespół BAU, aby umieścić Willa w tym samym pomieszczeniu co Gideon, a Jack (Laurence Fishburne) przepytuje dr Chiltona (Raul Esparza) odnośnie do ucieczki Gideona. |    |              |                   |                                                |                  |                  |                   |
| 12 | 12 | Relevés      | Michael Rymer     | Chris Brancato, Bryan Fuller                   | 13 czerwca 2013  | 26 czerwca 2013  | 2.10              |
| Po tym jak Georgia Madchen (Ellen Muth) ginie w wybuchu, Will (Hugh Dancy) twierdzi, że kopiujący morderca nadal żyje. Zespół BAU powiązuje Abigail (Kacey Rohl) z ofiarami Dzierzby z Minnesoty i planuje ją aresztować, aby tylko odkryć, że Will wypisał ją ze szpitala. Halucynacje Willa wzmagają się, powodując, że gubi Abigail w Minnesocie. Tymczasem subtelna manipulacja Hannibala (Mads Milkkelsen) przekonuje Jacka (Laurence Fishburne), że Will jest zdolny do zabójstwa. Hannibal dokonuje zadziwiającego wyznania przy Abigail. |    |              |                   |                                                |                  |                  |                   |
| 13 | 13 | Savoureux    | David Slade,      | Steve Lightfoot, Bryan Fuller & Scott Nimerfro | 20 czerwca 2013  | 3 lipca 2013     | 1.98              |
| Kiedy Will (Hugh Dancy) powraca z Minnesoty bez Abigail (Kacey Rohl), Hannibal (Mads Mikkelsen) wydaje go, a Jack (Laurence Fishburne) i zespół BAU odnajdują mocne dowody na to, że Graham mógł zabić nie tylko Abigail. Jack i Alana (Caroline Dhavernas) zaczynają wierzyć w teorię, że Will jest rzeczywiście zdolny do morderstwa. Graham zostaje aresztowany i dokonuje desperackiej próby ucieczki, łamiąc swój własny kciuk, aby uwolnić się z kajdanek. Zabiera Hannibala z powrotem do Minnesoty, aby oczyścić swoje imię, ale zanim zdoła to uczynić, sytuacja nabiera kolejnego nieoczekiwanego zwrotu akcji. |    |              |                   |                                                |                  |                  |                   |

## Sezon 2 (2014)
| №  | #  | Tytuł      | Reżyseria       | Scenariusz                                                | Premiera (NBC)   | Premiera (AXN)   | Oglądalność (USA) |
| -- | -- | ---------- | --------------- | --------------------------------------------------------- | ---------------- | ---------------- | ----------------- |
| 14 | 1  | Kaiseki    | Tim Hunter      | Bryan Fuller, Steve Lightfoot                             | 28 lutego 2014   | 2 kwietnia 2014  | 3,27              |
|    |    |            |                 |                                                           |                  |                  |                   |
| 15 | 2  | Nikujaga   | Tim Hunter      | Jeff Vlaming, Bryan Fuller                                | 7 marca 2014     | 9 kwietnia 2014  | 2,50              |
|    |    |            |                 |                                                           |                  |                  |                   |
| 16 | 3  | Hassun     | Peter Medak     | Jason Grote, Steve Lightfoot                              | 14 marca 2014    | 16 kwietnia 2014 | 2,47              |
|    |    |            |                 |                                                           |                  |                  |                   |
| 17 | 4  | Takiawase  | David Semel     | Scott Nimerfro, Bryan Fuller                              | 21 marca 2014    | 23 kwietnia 2014 | 2,69              |
|    |    |            |                 |                                                           |                  |                  |                   |
| 18 | 5  | Mukozuke   | Michael Rymer   | Ayanna A. Floyd, Steve Lightfoot, Bryan Fuller            | 28 marca 2014    | 30 kwietnia 2014 | 3,49              |
|    |    |            |                 |                                                           |                  |                  |                   |
| 19 | 6  | Futamono   | Tim Hunter      | Andy Black, Bryan Fuller, Scott Nimerfro, Steve Lightfoot | 4 kwietnia 2014  | 7 maja 2014      | 2,18              |
|    |    |            |                 |                                                           |                  |                  |                   |
| 20 | 7  | Yakimono   | Michael Rymer   | Steve Lightfoot, Bryan Fuller                             | 11 kwietnia 2014 | 14 maja 2014     | 2,25              |
|    |    |            |                 |                                                           |                  |                  |                   |
| 21 | 8  | Su-zakana  | Vincenzo Natali | Scott Nimerfro                                            | 18 kwietnia 2014 | 21 maja 2014     | 2,80              |
|    |    |            |                 |                                                           |                  |                  |                   |
| 22 | 9  | Shiizakana | Michael Rymer   | Jeff Vlaming                                              | 25 kwietnia 2014 | 28 maja 2014     | 2,45              |
|    |    |            |                 |                                                           |                  |                  |                   |
| 23 | 10 | Naka-Choko | Vincenzo Natali | Steve Lightfoot, Kai Yu Wu                                | 2 maja 2014      | 4 czerwca 2014   | 2,28              |
|    |    |            |                 |                                                           |                  |                  |                   |
| 24 | 11 | Ko No Mono | David Slade     | Jeff Vlaming, Andy Black                                  | 9 maja 2014      | 11 czerwca 2014  | 1,95              |
|    |    |            |                 |                                                           |                  |                  |                   |
| 25 | 12 | Tome-wan   | Michael Rymer   | Chris Bracanto, Bryan Fuller, Scott Nimerfro              | 16 maja 2014     | 18 czerwca 2014  | 2,32              |
|    |    |            |                 |                                                           |                  |                  |                   |
| 26 | 13 | Mizumono   | David Slade     | Steve Lightfoot                                           | 23 maja 2014     | 25 czerwca 2014  | 2,35              |
|    |    |            |                 |                                                           |                  |                  |                   |

## Sezon 3 (2015)
9 maja 2014 roku, stacja NBC oficjalnie zamówiła trzeci sezon serialu Hannibal
| Nr | #  | Tytuł                                 | Reżyseria         | Scenariusz                                                   | Premiera (NBC)   | Premiera (AXN)   | Oglądalność (USA) |
| -- | -- | ------------------------------------- | ----------------- | ------------------------------------------------------------ | ---------------- | ---------------- | ----------------- |
| 27 | 1  | Antipasto                             | Vincenzo Natali   | Bryan Fuller, Steve Lightfoot                                | 4 czerwca 2015   | 5 czerwca 2015   | 2.57              |
| 28 | 2  | Primavera                             | Vincenzo Natali   | Jeff Vlaming, Bryan Fuller                                   | 11 czerwca 2015  | 12 czerwca 2015  | 1.66              |
| 29 | 3  | Secondo                               | Vincenzo Natali   | Angelina Burnett, Bryan Fuller, Steven Lightfoot             | 18 czerwca 2015  | 19 czerwca 2015  | 1.69              |
| 30 | 4  | Aperitivo                             | Marc Jobst        | Steven Lightfoot, Bryan Fuller, Nick Antosca                 | 25 czerwca 2015  | 26 czerwca 2015  | 1,46              |
| 31 | 5  | Contorno                              | Guillermo Navarro | Tom De Ville, Bryan Fuller, Steven Lightfoot                 | 2 lipca 2015     | 3 lipca 2015     | 1,29              |
| 32 | 6  | Dolce                                 | Vincenzo Natali   | Don Mancini, Bryan Fuller, Steve Lightfoot                   | 9 lipca 2015     | 10 lipca 2015    | 1.38              |
| 33 | 7  | Digestivo                             | Adam Kane         | Steve Lightfoot, Bryan Fuller                                | 18 lipca 2015    | 17 lipca 2015    | 0.97              |
| 34 | 8  | The Great Red Dragon                  | Neil Marshall     | Nick Antosca, Steve Lightfoot, Bryan Fuller                  | 25 lipca 2015    | 14 sierpnia 2015 | 0.96              |
| 35 | 9  | ...And the Woman Clothed in Sun       | John Dahl         | Jeff Vlaming, Helen Shang, Bryan Fuller, Steve Lightfoot     | 1 sierpnia 2015  | 21 sierpnia 2015 | 1.02              |
| 36 | 10 | ...And the Woman Clothed with the Sun | Guillermo Navarro | Don Mancini, Bryan Fuller                                    | 8 sierpnia 2015  | 28 sierpnia 2015 | 1.01              |
| 37 | 11 | ...And the Beast from the Sea         | Michael Rymer     | Steve Lightfoot, Bryan Fuller                                | 15 sierpnia 2015 | 4 września 2015  | 1,03              |
| 38 | 12 | The Number of the Beast Is 666..      | Guillermo Navarro | Jeff Vlaming, Bryan Fuller, Steven Lightfoot, Angela Lamanna | 22 sierpnia 2015 | 11 września 2015 | 0,79              |
| 39 | 13 | The Wrath of the Lamb                 | Michael Rymer     | Bryan Fuller, Steve Lightfoot, Nick Antosca                  | 29 sierpnia 2015 | 18 września 2015 | 1,24              |